# Hercostomus kedrovus
Hercostomus kedrovus är en tvåvingeart som beskrevs av Negrobov och Logvinovskij 1977. Hercostomus kedrovus ingår i släktet Hercostomus och familjen styltflugor. Inga underarter finns listade i Catalogue of Life.